# Kovács Zoltán (geográfus)
Kovács Zoltán (Eger, 1960. április 1. – ) magyar geográfus, a Szegedi Tudományegyetem tanszékvezető egyetemi tanára, a Magyar Tudományos Akadémia rendes tagja.

## Életpályája
Pedagógus szülők gyermekeként született. Tanulmányait a debreceni Kossuth Lajos Tudományegyetemen végezte. 
Az SZTE TTIK Társadalomföldrajz Tanszék egyetemi tanára. A HUN-REN CSFK FKI kutatóprofesszora. Számos tudományos társaság illetve tudományos folyóirat szerkesztőbizottságának tagja.

## Kutatási területei
- A magyar városok átalakulása
- A poszt-szocialista városfejlődés földrajzi kihívásai
- Az urbanizációs globális és lokális folyamatai
- Magyarország politikai földrajzi tagolódása
- Humán mobilitás

## Tudományos, szakmai közéleti tevékenysége
- 1984 óta a Magyar Földrajzi Társaság tagja.
  - 2001 óta a Választmány tagja.
  - 2005 és 2009 között főtitkára.
  - 2009 és 2017 között alelnöke.

- 2002 óta MTA X. Osztálya Társadalomföldrajzi Tudományos Bizottság tagja.
  - 2002 és 2008 között titkára.
  - 2008 és 2014 között elnöke.
- 2003 óta az MTA Településtudományi Állandó Bizottság tagja.
- 2007 és 2013 között az MTA közgyűlési doktor képviselője.
- 2009 óta az IGU (Nemzetközi Földrajzi Unió) Magyar Nemzeti Bizottság elnöke.
- 2010 óta az Academia Europaea tagja.
- 2011 óta az MTA X. Osztálya Földtudományi Doktori Bizottság tagja.
- 2012 óta az EUGEO (European Society for Geography) nemzetközi tudományos szervezet elnökségi tagja.
  - 2017 óta elnöke.
- 2016 óta az MTA X. Osztálya Természetföldrajzi Tudományos Bizottság tagja.
- 2016 óta az MTA levelező tagja.
- 2018 óta a Lengyel Földrajzi Társaság tiszteleti tagja.
- 2020 óta az MTA Könyv- és Folyóirat-kiadó Bizottság tagja.

## Szerkesztőbizottsági tagságai
- Földrajzi Közlemények
  - 2005 és 2009 között a folyóirat főszerkesztője
  - 2009 óta a folyóirat tudományos tanácsadó testületének tagja
- Tér és Társadalom
- Területi Statisztika
- Hungarian Geographical Bulletin
- Europa Regional (Lipcse)
- Journal of Housing and the Built Environment (Amszterdam)
- Human Geographies (Bukarest)
- Geograficky Časopis (Pozsony)
- Modern Geográfia (Pécs)

## Díjai, elismerései
- Akadémiai Ifjúsági Díj (1989)
- Pro Geographia oklevél, MFT (1993)
- Széchenyi Professzori Ösztöndíj (2000-2003)
- Akadémiai Díj (2006, megosztva)
- Hild János-díj (2019)[1]

## Főbb publikációi

### Könyvei
- Kovács, Z. (2001): Társadalomföldrajzi kislexikon. Budapest, Műszaki Könyvkiadó. 175 p. (ISBN 963-16-27365)
- Egedy, T. – Kovács, Z. (2009): The potentials of Budapest to attract creativity: the views of highly-skilled employees, managers and transnational migrants. Amsterdam, AMIDSt. 61 p. (ISBN 978-94-90312-15-2)